# Dán túraautó-bajnokság
A dán túraautó-bajnokság (Danish Touring Car Championship (DTC)) Dánia túraautó bajnoksága. A sorozat 1999 óta létezik. A bajnokság 2008-as győztese Jan Magnussen volt.

## Bajnok
| Szezon | Versenyző | Versenyző       | Csapat                        | Autó            |
| ------ | --------- | --------------- | ----------------------------- | --------------- |
| 2008   | Dán       | Jan Magnussen   | Den Blå Avis Fleggaard Racing | BMW 320i        |
| 2007   | Dán       | Michel Nykjaer  | SEAT Racing Team              | SEAT Leon       |
| 2006   | Dán       | Casper Elgaard  | Team Essex Invest             | BMW 320si       |
| 2005   | Dán       | Casper Elgaard  | Team Essex Invest             | BMW 320i        |
| 2004   | Dán       | Casper Elgaard  | Team Essex Invest             | BMW 320i        |
| 2003   | Dán       | Jan Magnussen   | Peugeot Statoil Motorsport    | Peugeot 307 Gti |
| 2002   | Dán       | Jason Watt      | Peugeot Statoil Motorsport    | Peugeot 307 Xsi |
| 2001   | Dán       | Michael Carlsen | Team Carlsen BP               | Peugeot 306 Gti |
| 2000   | Dán       | Michael Carlsen | Team Carlsen BP               | Peugeot 306 Gti |
| 1999   | Dán       | Jesper Sylvest  | Sylvest Motorsport            | Peugeot 306 Gti |

## Külső hivatkozások
- A bajnokság hivatalos honlapja